# Silene alexeji
Silene alexeji är en nejlikväxtart som beskrevs av Alfred Alekseevich Kolakovsky.
Silene alexeji ingår i släktet glimmar och familjen nejlikväxter. Inga underarter finns listade i Catalogue of Life.